# ویلیام هووارد تفت
ویلیام هاوارد تَفت (به انگلیسی: William Howard Taft) (۱۵ سپتامبر ۱۸۵۷ – ۸ مارس ۱۹۳۰)، بیست و هفتمین رئیس جمهور ایالات متحده آمریکا (۱۹۱۳–۱۹۰۹) از حزب جمهوری‌خواه و دهمین قاضی ارشد ایالات متحده (۱۹۳۰–۱۹۲۱) و تنها کسی است که هر دو این مناصب را بر عهده داشته‌است.
ویلیام مک‌کینلی ریاست کمیسیون فیلیپین را پس از استیلای آمریکا بر این کشور به تفت سپرد. تفت در آرام کردن مردم این کشور مهارت خاصی داشت. وی توانست اوضاع اقتصادی این کشور را سامان دهد و مشکل زمین‌های متعلق به کلیسا را حل و فصل کند. وی که دست پرورده روزولت بود، توانست در انتخابات ۱۹۰۸ رقیب دموکرات خود که سه دور شکست در برابر جمهوریخواهان را تجربه کرده بود، مغلوب کند.
با وجود پایبندی تفت به سیاست‌های روزولت، وی از حمایت جناح ترقی خواهان در حزب متبوعش محروم شد. این وضعیت زمینه تردیدهای وی را در تصمیم‌گیری‌هایش فراهم آورد و موجب شکست وی در رقابت‌های انتخاباتی سال ۱۹۱۲ گردید.